# Reitteria escherichi
Reitteria escherichi là một loài bọ cánh cứng trong họ Endomychidae. Loài này được Wasmann miêu tả khoa học năm 1896.